# Santa Cruz Futebol Clube
Santa Cruz FC är en fotbollsklubb i Recife i delstaten Pernambuco i Brasilien. Klubben bildades den 3 februari 1914.